# Thomas Löffelholz von Kolberg

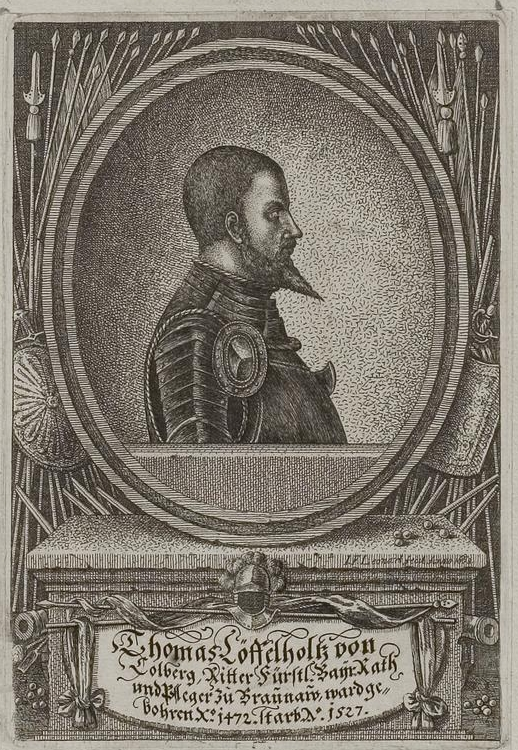
Thomas Löffelholz von Colberg (Kupferstich von Johann Friedrich Leonhard, 1668)

Thomas Löffelholz von Kolberg (* 20. Oktober 1472 in Nürnberg; † 10. Mai 1527 vermutlich in Braunau) war ein bayerischer Feldhauptmann (in zeitgenössischen Urkunden Hauptmann Thoman genannt) im Dienste des Herzogs Albrecht IV., erfolgreicher Turnierkämpfer und Pfleger zu Abensberg, Ingolstadt und Braunau. 1513 wurde er von Kaiser Maximilian geadelt.

## Leben
Thomas entstammte der Nürnberger Patrizierfamilie Löffelholz von Kolberg. Er war der Sohn des „überaus angesehenen und wohlhabenden Ratsherren“ Wilhelm Löffelholz von Kolberg aus dessen zweiter Ehe. Johann Löffelholz von Kolberg war sein älterer Halbbruder.
Schon als Kind soll Löffelholz zu ritterlichen Übungen gesinnt gewesen sein. Also ging er, als er alt genug war, in die Dienste der Bayernherzöge Georg und Christoph. Am 19. November 1490 machte er mit bei der Erstürmung von Stuhlweißenburg (Ungarnkriege). Im Jahr 1497 kämpfte er für den Grafen von Zimmern gegen Hugo v. Werdenberg. Im folgenden Jahr unternahm er mit seinem jüngsten Bruder Christoph eine von Herzog Heinrich von Sachsen geleitete Reise nach Jerusalem. Christoph und Thomas kehrten als Ritter des heiligen Grabes und des Katharinenordens zurück.
Daraufhin ging er, ‚als tapferer Kämper und kecker Stecher gerne gesehen‘ an den Kurhof zu Heidelberg.
Am 3. Juli 1503 wurde er in Nürnberg mit Katharina, Tochter des Wilhelm Rummel, Witwe des Bartholomäus Knebel, gerichtlich verheiratet. Anlass hierfür scheint eine Schwangerschaft Katharinas gewesen zu sein. Löffelholz legte daraufhin sein Nürnberger Bürgerrecht nieder, wohl im Versuch seinen Pflichten als Ehemann zu entkommen. Der dann geborene gemeinsame Sohn wurde einem Kloster übergeben und Löffelholz zur Unterhaltsleistung von 25 Florentiner (Goldmünzen) im Jahr verpflichtet.
Pfalzgraf Philipp soll ihn persönlich mit Frauenzimmern entlohnt haben. Am 3. Oktober 1503, auf der Hochzeit des Markgrafen Philipp zu Baden, gewann er mit Eberhard Torrer v. Eyrasburg einen Wettkampf. Am darauffolgenden 9. Februar („kurz darauf [...] am Montag nach Lichtmeß“) gewann er ein Gesellenstechen zu Nürnberg.
In dieser Zeit gewann er in Turnierkämpfen viele Kleinodien, womit er sich allerdings auch Feinde machte, die ihn beneideten. So verbreitete Graf Ludwig von Löwenstein üble Nachrede über Löffelholz. Letzterer klagte bei Herzog Albrecht von Bayern. Der leistete ihm einen Reinigungseid unter dem Siegel des fürstlichen Hofgerichtes zu München. Dem Urteilsbrief zufolge sollte Löffelholz „von männiglich des Bezüchts frei und unschuldig gehalten werden“.
Den Pfälzer Hof, mit dem Graf Löwenstein eng verwandt war, verließ Löffelholz noch im Jahr 1504 und ging in Dienste des ihn bereits bekannten Herzogs Albrecht IV. In Zeiten des Landshuter Erbfolgekriegs wurde Löffelholz zum Pfleger und Hauptmann von Abensberg ernannt. Er befestigte die Stadt und erwarb einheimische Söldner für sein Heer. „Mit List“ eroberte er das Schloss Wildenberg und nahm Ulrich, Domherr von Freising, gefangen. Am 10. September 1504 besiegte er, vereint mit dem Pfleger zu Neustadt Zenger „einen Haufen plündernder Böhmen bei Siebenburg“. Er unternahm auch selbst einige Beutezüge, beispielsweise am 20. Januar 1505 bei Aigelsbuch.
Weil er die Brandschatzungen amtlich in Rechnung stellte, machte er sich die Landadligen zum Feind. Die schickten Helfenstein’sche Knechte, ihn in Verkleidung zu überfallen. Er wurde schwer misshandelt, kam aber mit dem Leben davon. Aus Dankbarkeit stiftete er Abensberg eine bis ins Jahr 1886 bestehende Karmeliter-Bruderschaft und einen Altar. 
Nach Ende des Erbfolgekriegs musste er nach Klage der Vorbesitzer das Schloss Wildenberg wieder abgeben. Stattdessen erhielt er gemäß der Bestimmung Herzog Albrechts 500 rheinische Gulden Ersatz und am 24. Januar 1507 das Schloss Kolberg.
Am 2. August 1513 wurde er von Kaiser Maximilian I., einschließlich Löffelholz’ Familienmitgliedern, im Altadel bestätigt. Damit war seine Familie dem Landadel nicht nur faktisch, sondern auch offiziell gleichgestellt, was in jener Zeit Patrizierfamilien stark anstrebten. Das Stammwappen der Löffelholz wurde mit dem des erloschenen Rittergeschlechts Judmann geviert. Ein Grund hierfür, der über die Ritterlichkeit der zwei Geschlechter hinausgeht, ist nicht beschrieben.
Im Jahr 1517 wurde Löffelholz Pfleger zu Ingolstadt, noch im gleichen Jahr aber stattdessen zu Braunau, wo er Herzog Wilhelm mit gerüsteten Pferden „gehorsam“ sein sollte.
Die Herzöge Wilhelm und Ludwig sandten ihn im Jahr 1523 zum Reichstag in Regensburg, wo er eine mehrere Punkte umfassende Beschwerdeschrift gegen das gesamte reichskammergerichtliche Collegium. Darauf folgte im nächsten Jahr eine Visitation dieses Gerichtshofes.
Zur Zeit des Bauernaufstandes in Schwaben befehligte Löffelholz zum Schutz der bayerischen Grenzen ein kleines Reiterfähnlein zunächst bei Friedberg, dann zu Kleinkitzighofen, später half er gegen Aufständische im Salzburgischen.
Unterdessen unternahm er nachdrückliche Briefwechsel mit dem Nürnberger Rat und seinen Verwandten, um seine Festigkeit im Katholizismus zu bekräftigten und für diesen einzustehen. Unbehagen bereiteten ihm die im Verlauf der Reformation eingezogenen großen, einst den Augustinern zugestandenen Vermächtnisse seiner Familie.
Oft verweilte Löffelholz bei den ihm befreundeten Krafts in Ulm, am 8. Juni 1519 hinterließ er ebenda sein Testament. Er begann nun zu kränkeln und verstarb seines Alters von 56 Jahren. In der Stiftskirche Altötting hatte er für sich und seine Verwandtschaft einen Memorialkomplex errichten lassen – bestehend aus einem monumentalen Grabdenkmal mit Weihwasserbecken, Inschrifttafeln, Totenschilden, einem Gemäldeepitaph, Glasgemälden, einer Gruft mit Deckplatte, worin er bestattet wurde, sowie einer eigenen Altarstiftung. Reste davon haben sich in Altötting sowie in Nürnberger Kirchen erhalten.

## Trivia
Auch wenn Löffelholz einige Freunde hatte, nahm er den Wahlspruch „Glück macht Neid“ an. Auf einem Medaillon ist auf der Rückseite das viergeteilte Wappen mit der Umschrift „Glück hat Neid. Anno MDX.“ zu sehen. Die Vorderseite zeigt sein Brustbild, das wahrscheinlich als Vorlage für Leonhards Kupferstichs von Löffelholz diente.